# Alligata Software

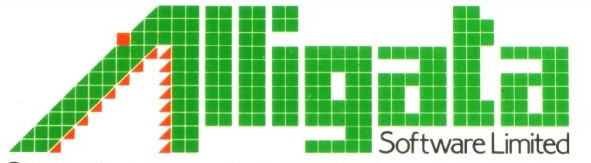
Alligata Software Logo 1984

Alligata Software war ein britischer Entwickler und Hersteller von Computerspielen. Die Firma hatte ihren Sitz in Sheffield, Großbritannien. Das Unternehmen wurde von den Brüdern Mike und Tim Mahony und ihrem Vater JR Mahony im Jahre 1983 gegründet.
Es wurden für eine Reihe von Heimcomputern Spiele produziert, wie für den Commodore 64, BBC Micro, Acorn Electron, ZX Spectrum und Dragon 32. Das Unternehmen veröffentlichte viele von Tony Crowthers frühen Commodore-64-Spielen, darunter Tomb Aztec, Blagger und Loco. Unter dem Label Budgie veröffentlichte das Unternehmen günstige Software.
Tim Mahony übernahm im Jahr 1987 die alleinige Leitung, neun Monate später liquidierte er das Unternehmen. Der Name und die Rechte wurden an das britische Unternehmen Superior Software verkauft.

## Veröffentlichte Spiele
- 1983 Aztec Tomb (C64)
- 1983 Blagger (C64, BBC Micro, Acorn Electron, MSX, Commodore 16) Eine Version wurde durch Amsoft für den Amstrad CPC veröffentlicht.
- 1983 Bug Blaster (C64, BBC Micro, Acorn Electron)
- 1983 Eagle Empire (BBC Micro, C64)
- 1983 Here Comes The Sun (ZX Spectrum)
- 1983 Lunar Rescue (BBC Micro, Acorn Electron)
- 1984 Loco (C64, ZX Spectrum, Atari 8-bit)
- 1984 Son of Blagger (C64, ZX Spectrum, BBC Micro)
- 1985 Who Dares Wins (C64)
- 1985 Jack Charlton's Match Fishing (C64, ZX Spectrum)
- 1985 Blagger Goes to Hollywood (C64)
- 1986 Who Dares Wins II (C64, ZX Spectrum, BBC Micro, MSX, Amstrad CPC)
- 1986 Night World (BBC Micro, Acorn Electron)
- 1987 Kettle (C64, ZX Spectrum, Amstrad CPC)
- 1987 Livingstone, I Presume (C64, ZX Spectrum, MSX, Amstrad CPC)
- 1987 Addicta Ball (C64, MSX, Amiga, Atari ST)
- 1988 By Fair Means or Foul (C64, ZX Spectrum, Amstrad CPC) Superior/Alligata Release
- 1989 Repton Mania (ZX Spectrum) Portierung auf die ersten zwei Repton Spiele - Superior/Alligata Release